# Pierre-Eugène Rougerie
Pour les articles homonymes, voir Rougerie.
Pierre-Eugène Rougerie (né le 25 janvier 1832 à Aixe-sur-Vienne et mort le 20 février 1907 à Pamiers) est un prêtre catholique et évêque français, évêque de Pamiers de 1881 jusqu'à sa mort en 1907.
Passionné de météorologie, il consacra ses loisirs à la recherche des origines des courants atmosphériques marins. Il mit également au point plusieurs appareils d'expérimentation météorologiques.

## Biographie
Né en 1832 au sein d'une famille modeste, sa mère meurt lorsqu'il a sept ans, laissant son père (boulanger) avec quatre enfants à charge. Pierre-Eugène Rougerie manifeste alors son intention d'être prêtre et fait ses études au petit séminaire du Dorat puis au grand séminaire de Limoges. Il est ordonné prêtre le 7 octobre 1855, alors qu'il n'a pas 24 ans.
Passionné de météorologie, Pierre-Eugène Rougerie est l'auteur de plusieurs appareils scientifiques. Le premier, appelé anémogène, permet de recréer les vents à la surface du globe. Cet appareil est décrit dans l'ouvrage qu'il fait paraître : L' anémogène ou appareil reproducteur des courants atmosphériques, comptant 75 pages, 23 cartes et 2 illustrations représentant l'anémogène. Il met au point un second appareil, nommé "globe marin". Il s'agit ici de reproduire les courants marins.

## Fonctions successives
- 1855 - 1872 : professeur pour le diocèse de Limoges au petit séminaire du Dorat
- 1872 - 1877 : curé-doyen de la paroisse de Magnac-Laval
- 1877 - 1881 : curé-archiprêtre de Rochechouart
- 17 février 1881 - 1907 : nommé évêque de Pamiers par le président de la république, nomination approuvée par Rome (la France est alors sous régime concordataire)

## Armes
D'azur à un Bon Pasteur d'argent auréolé d'un nimbe crucifère d'or, portant sur ses épaules une brebis du second émail, tenant de la main dextre une houlette d'or et marchant sur des monts de sinople.